# Táborská brána
Táborská brána je pozdně renesanční brána na pražském Vyšehradě. 
Nachází se v jihovýchodní části vyšehradského předsunutého opevnění. Do brány se vstupuje z jihovýchodu, z Nuslí, respektive Pankráce, z ulice V pevnosti, na kterou navazuje ulice Na Pankráci. 
Hlavní průčelí brány je z této strany. Fasáda je zapuštěná do kurtiny. Portál je tvořen velkými kamennými opracovanými kvádry, ve vyšší části s polokruhovým vstupem. Patro, orámované římsami, člení čtyři toskánské sloupky. Na pravé i levé straně mezi sloupky jsou vždy dva různě velké střílnové otvory. Ve střední části patra je vpadlé pole, patrně určené pro umístění znaku, který zde není. Nad horní římsou se nachází atika s naznačeným cimbuřím. Vnitřní strana brány je jednodušší. Je opět složena z kamenného portálu, v patře má dvě okna, nad pásovou korunní římsu se zvedá střecha.
Táborská brána byla postavena pravděpodobně kolem roku 1640 v souvislosti s výstavbou první rohové hradby. Není ale vyloučeno, že byla vystavěna i výrazněji později, až ve 20. letech 17. století. Nalevo od čelní strany brány byl v roce 1931 skrze hradby proražen průchod pro pěší.